# Maiburg (Waldgebiet)

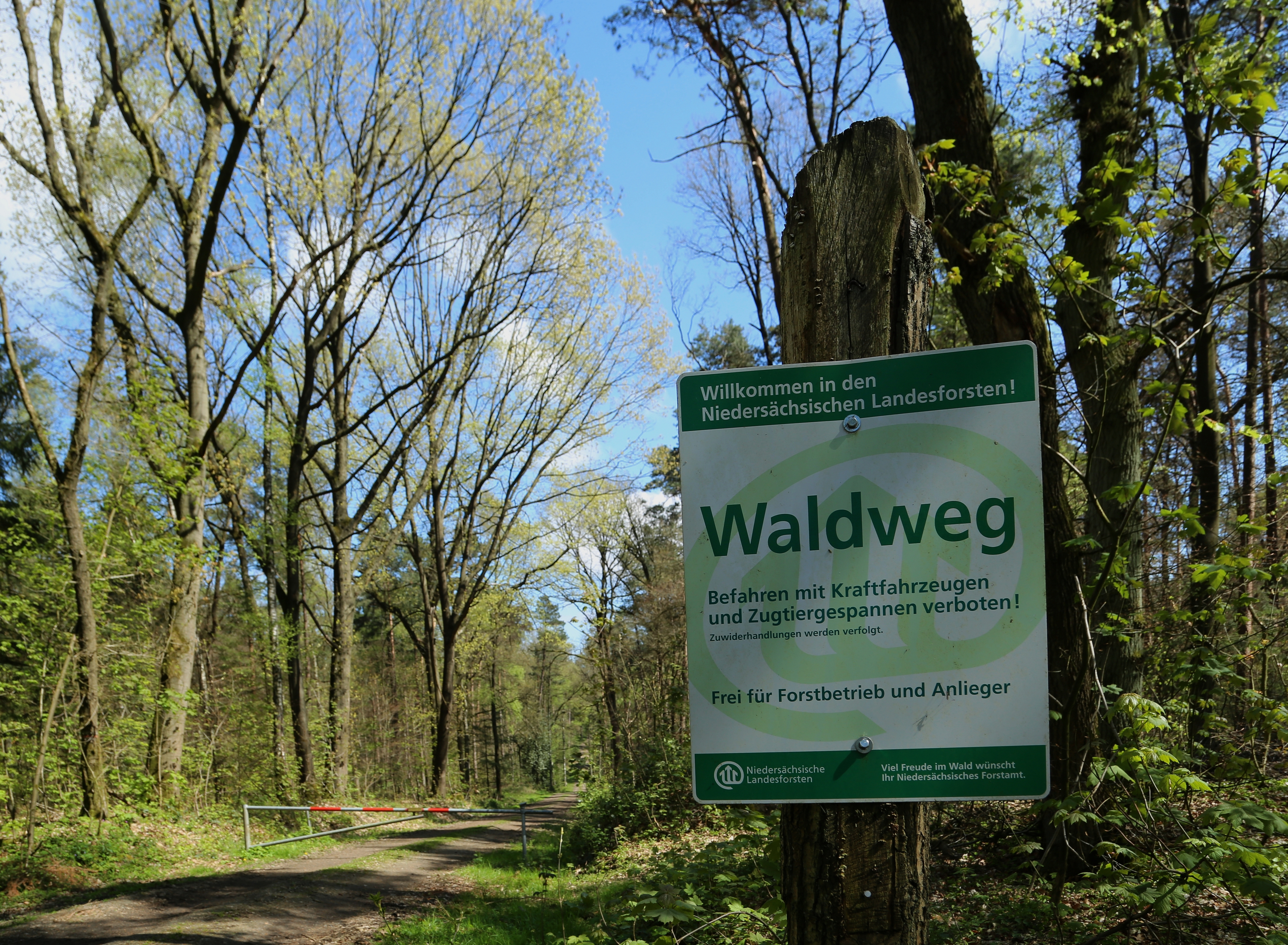
Waldweg in die Maiburg

Die Maiburg ist ein Waldgebiet südlich der Ortschaft Bippen im Landkreis Osnabrück und von traditioneller und mystischer Bedeutung.
In Bippen sind zahlreiche Zeugnisse aus heidnischer Zeit erhalten. Sicher besteht ein Zusammenhang zwischen früher Besiedlung und den zahlreich in diesem Gebiet entstehenden Quellen.
In der näheren Umgebung befinden sich mehrere Monolithen, die als heidnische Kultstätten angesehen werden. An der Landesstraße von Bippen nach Schwagstorf beginnt auf der linken Seite der Waldlehrpfad "Vosspädgen". Von dort folgt man dem durch geschnitzte Füchse gekennzeichneten Wanderweg. Dabei kommt man an der sogenannten "Hexentreppe", am "Opferstein" sowie am "Teufelsstein" oder auch "Düvels Brotschapp" vorbei. Wie die Bezeichnungen schon deutlich machen, hat in christlicher Zeit eine Verteufelung dieser heidnischen Plätze stattgefunden. Man vermutet, dass hier einst Maifeste stattfanden. Auch ist das gesamte Gebiet ein Bannbereich des "Holenkerls", der hier spuken soll. Besonders ältere Menschen in dieser Region erzählen noch die Geschichte des Holenkerls. Dieses böse Wesen soll nachts arglosen Wanderern auf den Rücken gesprungen sein und sie zu Tode geritten haben. Dies soll vor 150 Jahren das letzte Mal passiert sein.
Eine andere Sage erzählt von einem Bauern, der nachts in der Gestalt eines Bockes herumsprang und erschossen wurde, worauf er seine menschliche Form wieder annahm.
Im Gebiet der Maiburg finden sich auch einige Großsteingräber. Diese sind durch Hinweisschilder "Straße der Monolithkultur" leicht zu finden.

## Sonstiges
Das beim Ortsteil Harpke befindliche Grundstück Maiburg, etwa fünf Kilometer südlich von Bippen, war Wohnort eines Künstlers.
Erweiterungen:
Durch die „Maiburg“, die ganz in der Nähe des Dorfes Bippen liegt, führt ein Kultstätten-Wanderweg, das sogenannte „Vosspäddken“ (Fuchsweg). Zudem wird das Waldgebiet vom „Napoleondamm“ durchzogen, auf dem angeblich einst die Truppen Kaiser Napoleons in östliche Richtung gezogen sein sollen und die „Hollandgänger“ in Richtung Westen gingen. 
In der Maiburg gibt es zahllose Hinweise auf germanische Kultstätten wie den Wickersberg (Weissageberg), den Hünenboll oder das Hünennest. Hier liegen und lagen viele bronzesteinzeitliche Großsteingräber.  Im 19. und frühen 20. Jahrhundert wurden allerdings viele dieser Gräber beseitigt, d. h. zum Teil abgetragen und für den Straßenbau verwendet. So wurde die Maiburg vieler ihrer mythischen Reichtümer beraubt. Dennoch sind viele Zeitzeugnisse immer noch erhalten und mittlerweile vor Zerstörung geschützt. Das Hekeser Steingrab ist mit über 100 Metern Länge eines der größten in Deutschland und mit seiner Ausrichtung auf den Sonnenuntergang am 21. Juni auch eine Art Sternwarte, um so Kalenderdaten zu sichern.
Folgt man dem Kultstättenweg in den Wald hinein, gelangt man an den „Teufelsstein“, ein sagenumwobener, obeliskartiger Kultstein. Dieser Punkt markiert die Ostgrenze des Banngebietes des „Holenkerls“. Die Südgrenze des Banngebietes bildet „Deuvels Brotschapp“, ein riesiger Findling, der für einen Opferstein gehalten wird. Von hier gelangt man nach wenigen hundert Metern an einen weiteren Teufelsstein, der den Schlussstein eines ehemaligen Großsteingrabes bildet, direkt auf dem „Qualenberg“. Der Sage nach soll sich im Beisein des Teufels am letzten Tag im April hier einst der Hexensabbat in der Walpurgisnacht abgespielt haben.
Das ganze Waldgebiet der Maiburg besitzt heute noch eine reichhaltige Flora und Fauna, mit vielen seltenen Tieren und Pflanzen.